# If God Is Willing and da Creek Don't Rise
If God Is Willing and da Creek Don't Rise es una película documental estadounidense de 2010 dirigida por Spike Lee como una continuación de su documental de 2006 When the Levees Broke: A Requiem in Four Acts.

## Descripción
La película hace énfasis en los años transcurridos desde que el huracán Katrina azotó la región de Nueva Orleans y la Costa del Golfo, y también se centra en el derrame de petróleo de 2010 de la compañía BP en el Golfo de México y su efecto en los hombres y mujeres que trabajan a lo largo de las costas. Muchos de los participantes en Levees también aparecen en este documental.
El documental ganó un premio Peabody en 2010 "por hacer una crónica ambiciosa de uno de los mayores desastres de la historia de los Estados Unidos".